# 現原村
現原村（あらはらむら）は茨城県行方郡にかつて存在した村である。

## 地理
- 現在の行方市、旧玉造町の北部に位置する。
- 村内には霞ヶ浦の支流が流れている。
- 村域は台地と平地が入り組む谷戸が多い地形になっている。

## 歴史
村名は、かつて存在した荒原郷に由来する。

### 村域の変遷
- 1889年（明治22年）4月1日 - 町村制施行により、捻木村・若海村・芹沢村・谷島村が合併し行方郡現原村が発足。
- 1955年（昭和30年）1月1日 - 玉造町・手賀村・玉川村・立花村と合併し、改めて玉造町が発足。同日現原村廃止。

変遷表
| 1868年 以前 | 1868年 以前 | 明治22年 4月1日 | 昭和30年 1月1日 | 平成17年 9月2日 | 現在   |
| ----------- | ----------- | --------------- | --------------- | --------------- | ------ |
|             | 捻木村      | 現原村          | 玉造町          | 行方市          | 行方市 |
|             | 若海村      | 現原村          | 玉造町          | 行方市          | 行方市 |
|             | 芹沢村      | 現原村          | 玉造町          | 行方市          | 行方市 |
|             | 谷島村      | 現原村          | 玉造町          | 行方市          | 行方市 |

## 人口・世帯

### 人口
総数 [単位： 人]
| 1891年（明治24年） | 1,294 |
| 1920年（大正 9年） | 1,858 |
| 1935年（昭和10年） | 2,025 |
| 1950年（昭和25年） | 2,621 |

### 世帯
総数 [単位： 世帯]
| 1920年（大正 9年） | 380 |
| 1935年（昭和10年） | 348 |
| 1950年（昭和25年） | 472 |

## 交通

### 鉄道
- 鹿島参宮鉄道（ → 関東鉄道 → 鹿島鉄道）
  - 鹿島参宮鉄道線（ → 鉾田線 → 鹿島鉄道線）
    - 榎本駅

※鹿島鉄道線は2007年4月1日に廃止